# Inventiamo l'amore
Inventiamo l'amore è un film del 1938 diretto da Camillo Mastrocinque.

## La critica
« La commedia è nota, anzi notissima, ben note le sue meritate fortune, in Italia e all'estero. Accade così che un produttore scambi la fortuna in un campo per certezza assoluta in tutti i campi, fa i conti senza l'oste e in ultimo si meraviglia sgradevolmente stupito se le somme non tornano. Ma soprattutto si costringono i registi a fare i salti mortali. Mastrocinque si è salvato per l'unica via d'uscita che la commedia gli consentiva cioè dando al passo del film la maggior possibile snellezza e leggerezza. E giovandosi di un'interpretazione di prim'ordine...» Cesare Vico Lodovici in Film del 31 dicembre 1938.